# 겔러트 그린델왈드
겔러트 그린델왈드(독일어: Gellert Grindelwald 겔레르트 그린델발트[*])는 해리 포터와 불의 잔에 등장하는 덤스트랭 출신의 어둠의 마법사로, 20세기 전반 비영어권 유럽 국가를 중심으로 활동하며 비법적인 테러를 자행했다. 1945년 알버스 덤블도어 교수에 의해 누멘가드에 수감되기까지 수십 년간 마법 세계에서 '독재자'라고 불리며 막강한 권력을 행사했다.

## 생애와 업적
그린델왈드는 1883년에 독일에서 출생한 것으로 알려진다. 어려서부터 어둠의 마법에 능통했던 그는 어둠의 마법에 대한 잘못된 관용으로 유명했던 덤스트랭 마법학교에 입학하여 덤블도어와 비슷한 실력으로 6학년까지 올라갔다. 그러나 그의 잘못된 마법 실험으로 한 머글이 장애를 가지게 되자 학교 당국은 전체 회의를 실시하여 더 이상 비뚤어진 마법 실험을 용납할 수 없다고 결의하여 그를 내쫓았다. 그 이후 바틸다 백셧 교수의 집에서 3개월간 거주하는데 이 곳에서 덤블도어 교수와의 인연이 시작되었다. 그러나, 아리애나 덤블도어가 죽은 이후 덤블도어와의 관계는 나빠지게 되었고, 서로 원수 지간이 되었다.

한편, 그린델왈드는 1900년대부터 '더 커다란 선'을 추구한다는 명목 아래에 온 유럽의 마법 세계를 장악해 나가기 시작했다. 그의 손에 독일, 불가리아, 러시아, 오스트리아 등 중부, 동부유럽 국가들의 마법 세계가 넘어갔다. 그는 반대자들의 입을 막기 위해 누멘가드라는 감옥을 만들었고, 유럽 지역의 마법사들에게 더 커다란 선을 추구하는 자신의 이상을 선전하였으며, 마법 세계에서 '독재자'라고 불리며 막강한 권력을 행사하여 공포 정치인으로 마법 지식인들의 반발을 초래했고, 결국 이는 1945년 덤블도어와의 결투에서 패배하여 자신이 누멘가드 감옥에 수감되는 결과를 빚었다. 누멘가드에 수감된 그는 자신이 행했던 잘못에 대해 뉘우치고, 볼드모트가 딱총나무 지팡이를 얻기 위해 찾아왔을 때 딱총나무 지팡이를 가진 적이 없다면서 볼드모트가 딱총나무 지팡이를 가지지 못하도록 막았지만 곧 살해되었다.